# Dženan Radončić
Dženan Radončić (ur. 2 sierpnia 1983) – czarnogórski piłkarz występujący na pozycji napastnika.

## Kariera klubowa
Od 2000 do 2016 roku występował w klubach Gusinje, Rudar Pljevlja, Partizan, Incheon United, Ventforet Kofu, Seongnam Ilhwa Chunma, Suwon Samsung Bluewings, Shimizu S-Pulse, Omiya Ardija, Oita Trinita i Mornar Bar.